# Sounds of a Playground Fading
Sounds of a Playground Fading är heavy metal-bandet In Flames tionde studioalbum. Albumet gavs ut den 15 juni 2011. Första singeln, "Deliver Us", utgavs den 6 maj samma år. Bandet spelade in skivan under hösten 2010 i sin egen studio, IF Studio i Göteborg. All musik är skriven av Anders Fridén och Björn Gelotte. Gitarristen Nicklas Engelin gick med först efter att gitarrpartierna hade spelats in.
Detta är första albumet av In Flames där grundaren och gitarristen Jesper Strömblad inte är delaktig. Bandet lämnar med detta album också samarbetet med Nuclear Blast och Sounds of a Playground Fading ges ut av Century Media Records.
Låtlistan tillkännagavs den 13 april 2011, tillsammans med nyheten att albumet ges ut av Razzia Records i Sverige medan Century Media Records ger ut den i övriga delar av världen. Samtidigt publicerades omslagsverket, skapat av Dave Correia. Första singeln från albumet, "Deliver Us", släpptes i början av maj 2011 och premiärspelades på radiokanalen Bandit Rock 6 maj. Den 14 november samma år släpptes albumets andra singel, "Where the Dead Ships Dwell" tillsammans med tre remixer av låten.

## Låtlista
| Nr           | Titel                         | Längd |
| ------------ | ----------------------------- | ----- |
| 1.           | Sounds of a Playground Fading | 4:44  |
| 2.           | Deliver Us                    | 3:31  |
| 3.           | All for Me                    | 4:31  |
| 4.           | The Puzzle                    | 4:34  |
| 5.           | Fear Is the Weakness          | 4:07  |
| 6.           | Where the Dead Ships Dwell    | 4:27  |
| 7.           | The Attic                     | 3:18  |
| 8.           | Darker Times                  | 3:25  |
| 9.           | Ropes                         | 3:42  |
| 10.          | Enter Tragedy                 | 3:59  |
| 11.          | Jester's Door                 | 2:38  |
| 12.          | A New Dawn                    | 5:52  |
| 13.          | Liberation                    | 5:10  |
| Total längd: | Total längd:                  | 53:58 |

## Musiker
- Anders Fridén – sång
- Daniel Svensson – trummor
- Peter Iwers – bas
- Björn Gelotte – gitarr

### Gästmusiker
- Örjan Örnkloo – keyboard